# Nycteris gambiensi
Nycteris gambiensi é uma espécie de morcego da família Nycteridae. Pode ser encontrada na África Ocidental: Mauritânia, Senegal, Gâmbia, Guiné-Bissau, Mali, Guiné, Serra Leoa, Costa do Marfim, Gana, Benin, Togo, Burkina Faso, Níger, Nigéria e Camarões.